# Nissiro
Ne doit pas être confondu avec Nissiros.
Nissiro est un village du Cameroun situé dans la région du Nord, le département du Faro, l’arrondissement de Beka.

## Population
Lors du recensement de 2005, le village comptait 394 habitants.